# Jo, la belle Irlandaise
Jo, la belle irlandaise est une série d'œuvres de Gustave Courbet déclinée en quatre huiles sur toile représentant chacune le portrait d'une jeune femme rousse se regardant dans un miroir. En apparence identiques mais présentant en réalité de légères variations (dimension et détails dans le motif), on ignore la chronologie exacte des compositions.

## Description
Une jeune femme rousse aux yeux verts, en buste se détachant sur un fond sombre, s'appuie sur ce qui semble être la table d'une coiffeuse (ou de chevet ?), recouverte d'un tissu de teinte claire à motifs. La femme porte un chemisier blanc à dentelles que recouvre partiellement une robe de couleur sombre. De sa main gauche, elle tient le manche d'un miroir ovale ; sa main droite soulève quelques mèches de ses cheveux, lesquels sont longs, ondulés et d'un rouge cuivré intense. Le regard de la femme, concentré sur son reflet, est à la fois sérieux, réfléchi, rêveur et critique.
La signature de Courbet est peinte en bas à gauche sur la nappe.

## Analyse
Le modèle est l'artiste irlandaise Joanna Hiffernan (vers 1843 – après 1903), qui posa également pour Whistler, notamment pour la Symphonie en blanc no 1. Le titre souligne une certaine intimité entre elle et le peintre français : le diminutif du prénom, le qualificatif, et le motif laissent entendre une forme de complicité. Contrairement à la plupart de ses nombreuses représentations féminines, ici Courbet a prénommé son modèle. 
La scène se passe sans doute à Trouville-sur-Mer où le peintre s'était rendu d'août à novembre 1865, pour rejoindre Whistler et Joanna, et peindre des marines en leur compagnie. Le trio est en amitié depuis déjà plusieurs années, comme en témoigne la toile de Whistler intitulée Wapping qui fut entamée dès 1859. Vers la fin de son séjour normand, le 17 novembre, Courbet écrit à ses parents qu’il « se porte admirablement » et raconte qu’il séjourne avec Whistler, le présentant comme son « élève ». Quant à Whistler, il donne comme nom à une de ses toiles contemporaines Courbet sur le rivage ou My Courbet (1865).
En 1860, Courbet avait peint une série de « femme au miroir » qui avaient connu un certain succès auprès des publics, dont un lors d'une exposition à Bruxelles. Le plus connu, La Femme au miroir, exécuté à Ornans durant l'hiver 1859-1860, est actuellement exposé au Kunstmuseum de Bâle et montre une jeune femme brune au décolleté prononcé se regardant dans un miroir quasiment identique.

## Une hypothèse controversée
La romancière Christine Orban et l'essayiste Bernard Teyssèdre ont émis l'hypothèse que Joanna Hiffernan servit également de modèle pour le motif de L'Origine du monde, projet qui aurait meurtri Whistler, amant de la jeune femme, au point que celui-ci se serait exilé au Chili en 1866 par dépit. Mais cette thèse est réfutée, entre autres, par le critique d'art Thierry Savatier, l'un des spécialistes de Courbet, qui avance une possible source photographique pour L'Origine du monde et aussi le fait que Joanna resta l'exécutrice testamentaire de Whistler, fidèle jusqu'au bout. 
En 1877, quelques semaines avant sa mort, Courbet écrit à Whistler : « Où est le temps, mon ami, où nous étions heureux et sans autres soucis que ceux de l’art ? Rappelez-vous  Trouville et Jo qui faisait le clown pour nous égayer.(…) Nous nous sommes payé du rêve et de l’espace. (...) J’ai encore le portrait de Jo que je ne vendrai jamais, il fait l’admiration de tout le monde. ».
Cependant, même si les deux peintres restèrent en relation épistolaire, leur amitié complice s'acheva en 1866, non pas à cause d'une hypothétique infidélité de Joanna, mais pour une raison que donne Whistler dans une lettre datée de 1867 adressée en français au peintre Henri Fantin-Latour : « Courbet ! et son influence a été dégoutant ! le regret que je sens et la rage la haine même que j’ai pour cela maintenant t’étonnerait peut-être mais voici l’explication. Ce n’est pas le pauvre Courbet qui me répugne [...] C’est que ce damné Réalisme faisait appel immédiate à ma vanité de peintre ! » [sic].

## Les quatre versions
| Dimension (cm) | Pays       | Ville                  | Localisation               | Statut                                                            |
| -------------- | ---------- | ---------------------- | -------------------------- | ----------------------------------------------------------------- |
| 55,9 × 66      | États-Unis | New York               | Metropolitan Museum of Art | Inventaire : 29.100.63 Ancienne collection H. O. Havemeyer (1929) |
| 54 × 65        | Suède      | Stockholm              | Nationalmuseum             | Inventaire : NM 2543, entrée en 1926                              |
| 54,31 × 63,5   | États-Unis | Kansas City (Missouri) | Musée d'art Nelson-Atkins  | Inventaire : 32-30, vente Scott and Fowles, New York (1932)       |
| ?              | Suisse     | Zurich                 | Collection privée          | Vente Rolf & Margit Weinberg, Sotheby's New York (mai 1998)       |

## Galerie

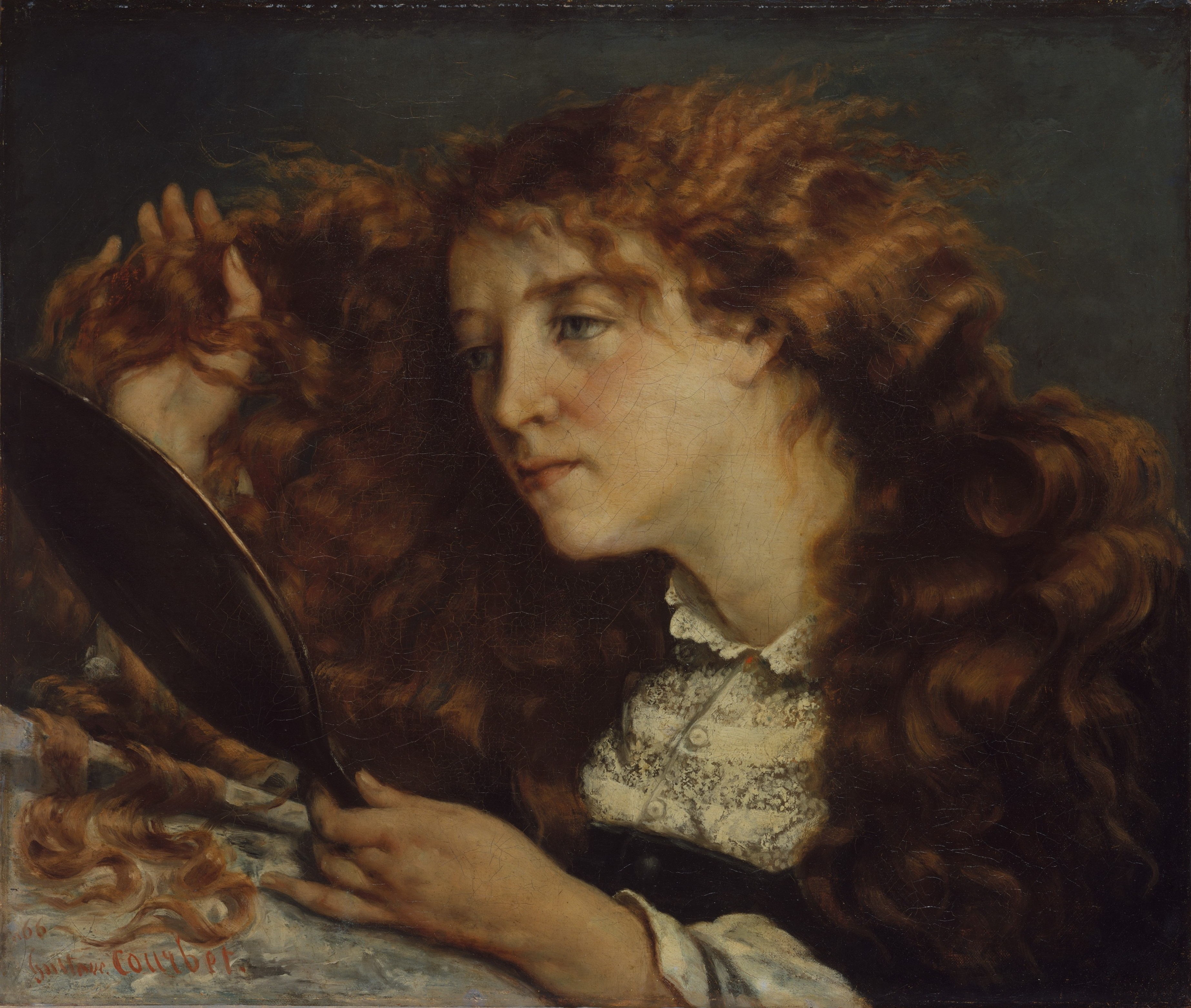
Metropolitan Museum of Art
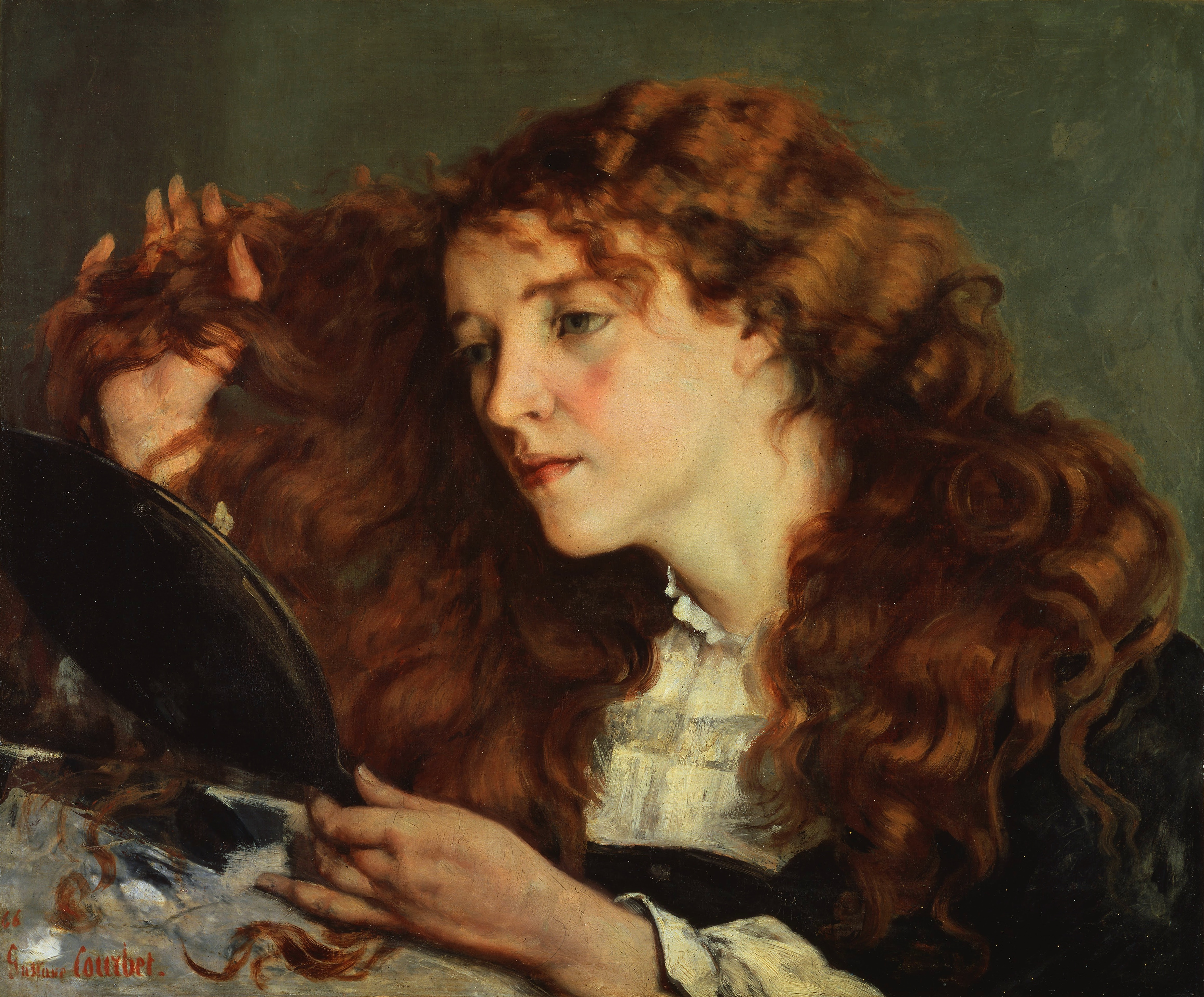
Nationalmuseum
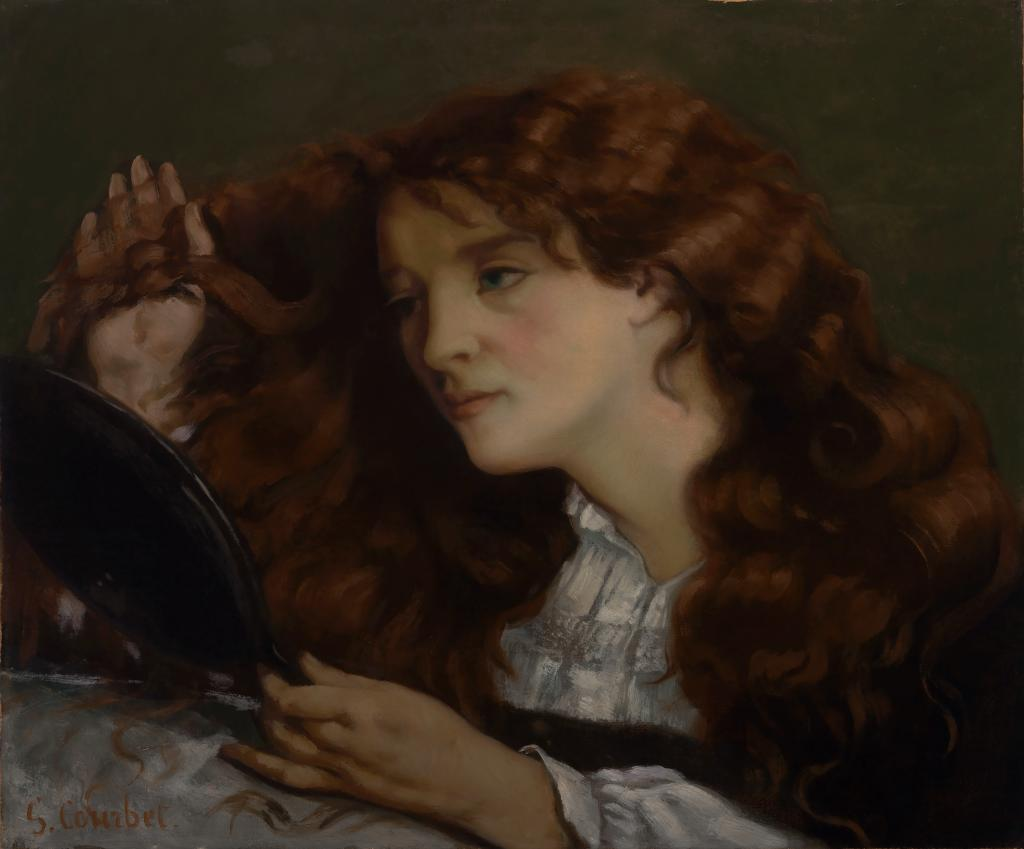
The Nelson-Atkins Museum of Art
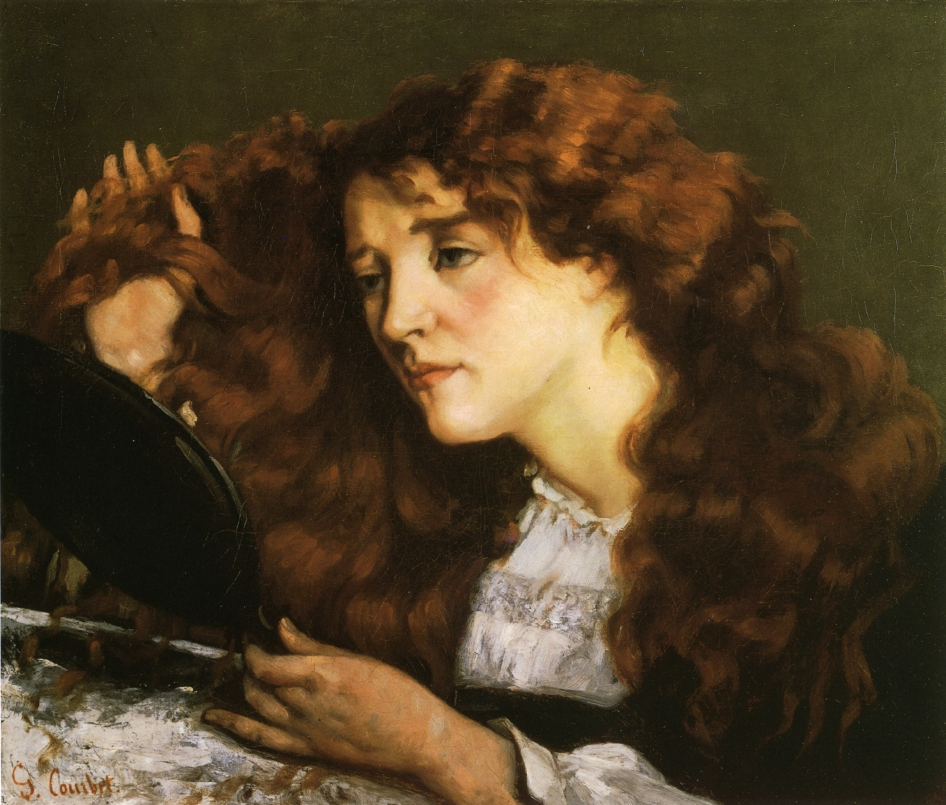
Collection privée (Suisse)